# August Falck (läkare)

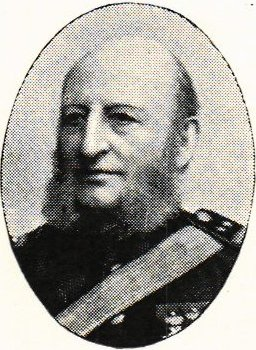
August Falck.

Johan Henrik August Falck, född 7 januari 1825 i Kristianstad, död 14 september 1901 i Malmö, var en svensk läkare. 
Falck blev student vid Lunds universitet 1842, medicine kandidat 1850, medicine licentiat 1852, kirurgie magister 1854 och medicine doktor 1856. Han var läkare vid länscellfängelset i Malmö 1854–1898 och vid centralfängelset där 1855–1898, förste stadsläkare i Malmö 1856–1890, andre bataljonsläkare vid Skånska dragonregementet 1858–1864 och regementsläkare vid Kronprinsens husarregemente 1864–1900. Han deltog i dansk-tyska kriget 1864 och var fältläkare (fördelningsläkare) vid första arméfördelningen 1874–1900. Falck är begravd på Sankt Pauli norra kyrkogård i Malmö.